# Meteoritical Society
La Meteoritical Society, souvent surnommée lors ses congrès la MetSoc, est une société savante américaine à but non lucratif fondée en 1933 pour la promotion de l'étude des matériaux extraterrestres, ce qui inclut les météorites et les échantillons ramenés par les missions spatiales. 

## Historique
Depuis le 1er janvier 2021 et pour deux ans, la Meteoritical Society a pour présidente la météoritologue française Brigitte Zanda. Son mandat fait suite à celui de la planétologue Meenakshi Wadhwa (en), et en 2023, la planétologue Nancy Chabot prendra sa suite.

## Description
La Meteoritical Society regroupe environ un millier de scientifiques professionnels et amateurs de plus d'une trentaine de pays différents, ce qui permet d'embrasser un large éventail de domaines : les météorites, la poussière cométaire, les astéroïdes et les comètes, les satellites naturels, l'impactisme, ainsi que d'aider à la conservation et la valorisation scientifique de ce patrimoine extra-terrestre, y compris auprès de collectionneurs privés.
La Meteoritical Society se charge de répertorier le plus exhaustivement possible les météorites connues. Elle officialise ces pierres via l'entrée d'un descriptif dans la base de données qu'elle gère, ainsi que par publication dans la revue scientifique Meteoritical Bulletin.
La société publie l'une des principaux journaux scientifiques en sciences planétaires, la revue Meteoritics & Planetary Science (acronyme MaPS). Elle est co-éditrice, avec la Geochemical Society, du journal Geochimica et Cosmochimica Acta (GCA), ainsi que de la revue Elements.
La société délivre chaque année divers prix et récompenses, dont la médaille Leonard et le prix Paul Pellas-Graham Ryder.